# خوسيه ميغيل رييس
خوسيه ميغيل رييس (بالإسبانية: José Miguel Reyes) (19 سبتمبر 1992 ببلنسية في فنزويلا - ) هو مدرب كرة قدم ولاعب كرة قدم فنزويلي في مركز الهجوم. شارك مع منتخب فنزويلا تحت 20 سنة لكرة القدم ومنتخب فنزويلا لكرة القدم. أما مع النوادي، فقد لعب مع ديبورتيفو تاشيرا ونادي كارابوبو وDeportivo Anzoátegui S.C. ‏ وZulia F.C. ‏.

## وصلات خارجية
- خوسيه ميغيل رييس على موقع قاعدة بيانات كرة القدم.إي يو (الإنجليزية)
- خوسيه ميغيل رييس على موقع ناشيونال فوتبول تيمز (الإنجليزية)
- خوسيه ميغيل رييس على موقع Soccerway.com (الإنجليزية)